# Stoomsleepvaart

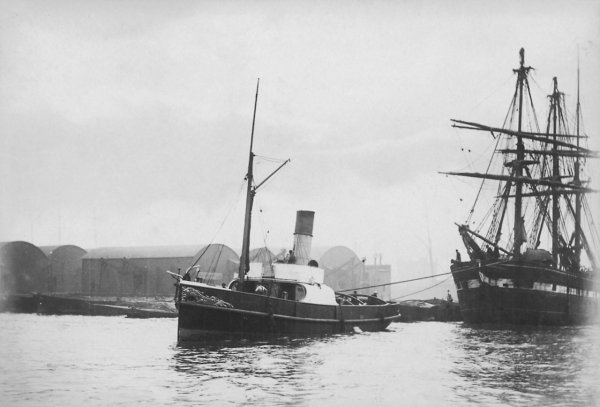
Stoomsleepboten verleenden assistentie aan zeilschepen in havens en op rivieren

De stoomsleepvaart in Nederland kwam langzaam op gang vanaf circa 1815. De eerste buitenlands proefvaart van een stoomsleepboot vond plaats in Glasgow in 1801 en staat op naam van SS Charlotte Dundas. Vanaf de tweede helft van de 19e eeuw werden stoommachines betrouwbaarder en namen de exploitatiekosten af.
Het vervoer van sleepschepen door stoomsleepboten in Nederland nam een vlucht halverwege de negentiende eeuw. Stoomsleepboten verleenden assistentie aan zeilschepen om stroomopwaarts te komen. De opvaart op de Rijn vervoerde vooral graan en erts. De afvaart bracht ijzererts en kolen naar Nederland. 

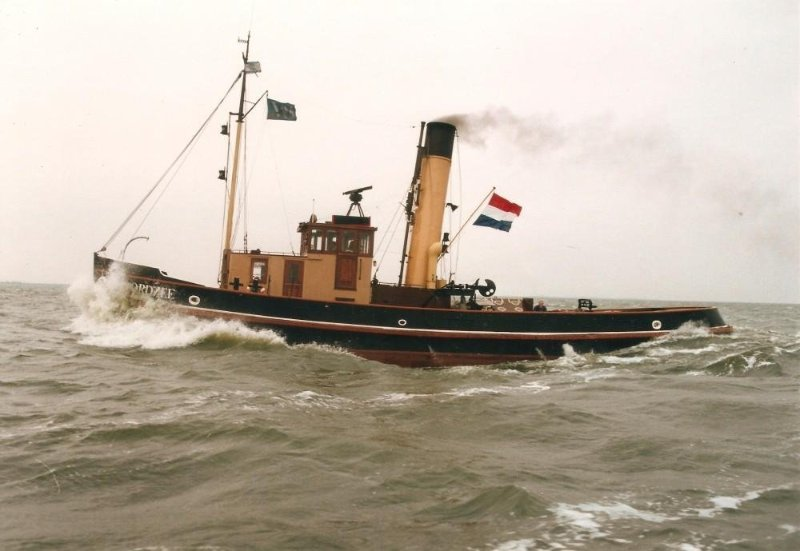
Stoomsleepboot Noordzee op zee

De opkomst van de stoomsleepboten in de Nederlandse havens ter assistentie van binnenkomende en uitgaande zeilschepen kwam in diezelfde tijd op gang. Dit werk werd voorheen door roeiers gedaan. Het werk van de roeiers bleef bestaan maar beperkte zich in toenemende mate tot het beleggen van de trossen bij het afmeren.
Veel stoomschepen, inclusief stoomsleepboten, zijn gesloopt. Slechts enkele kleinere stoomsleepboten konden aan de slopershamer ontkomen, voornamelijk door particulier initiatief.

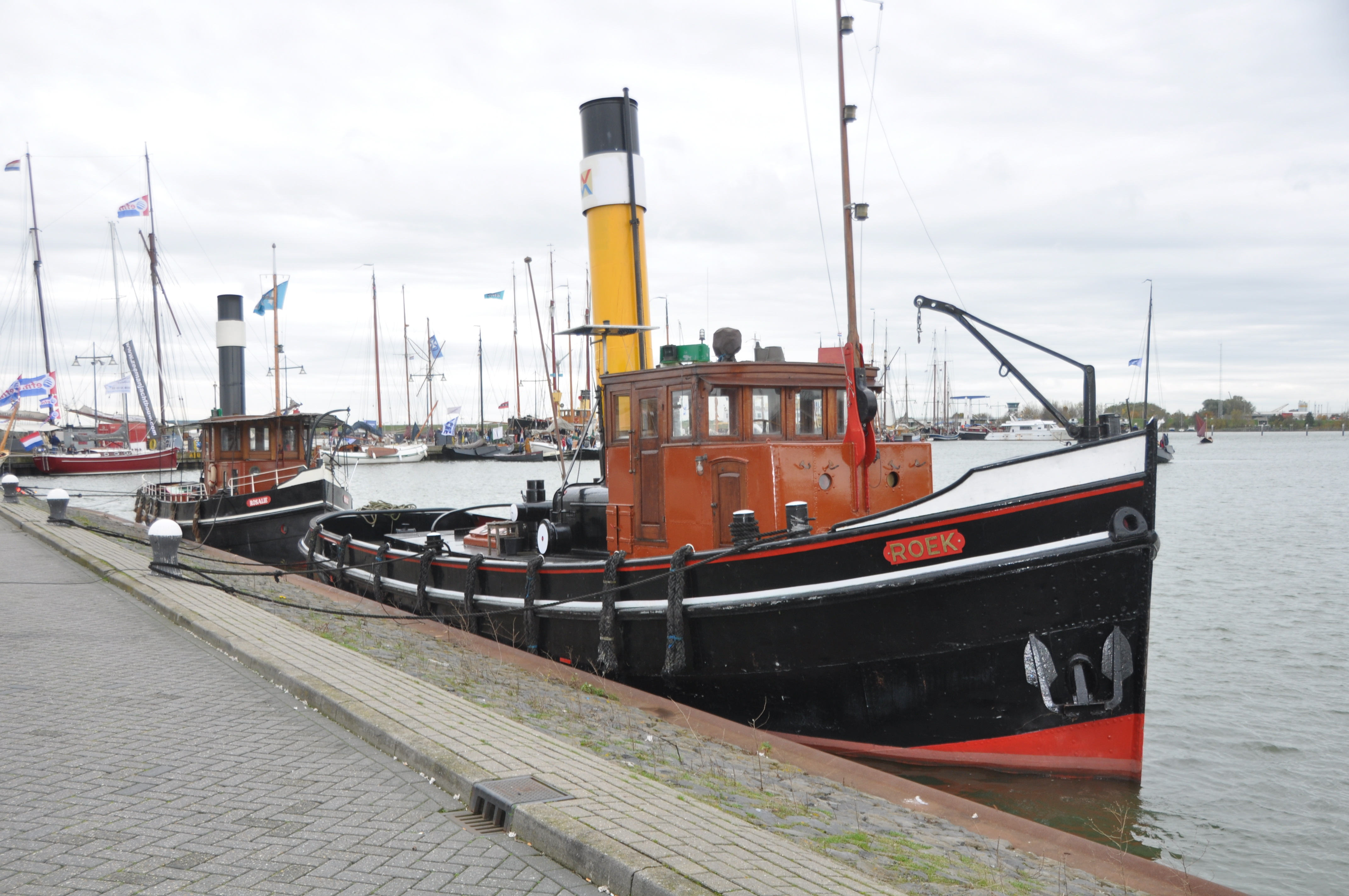
Stoomsleepboot de Roek voor de wal in Enkhuizen

Dankzij scheepssloperij A.C. Slooten uit Wormer is een aantal schepen bewaard gebleven, waaronder de stoomsleepboten Scheelenkuhlen, Noordzee, Johannes, Bielenberg en Jacob Langeberg. Andere schepen zijn bewaard dankzij Handelsmaatschappij Gebroeders Heisse uit Zaandam, die de sleepboten Furie, Lauwerszee, Nixe, Cerberus en de Hugo Hedrich heeft behouden voor sloop.
J.T.M. Mos uit Enkhuizen heeft de Roek, Rosalie, Hercules en de Succes van de sloophamer gered.